# Клод II д’Альбон де Галь
Клод II д’Альбон де Галь (фр. Claude II d'Albon de Galles; 25 июня 1687, Роан — 30 мая 1772, там же) — маркиз де Сен-Форжё, принц Ивето, французский государственный деятель.
Сын Тома д’Альбона, сеньора де Сен-Марсель-д’Юрфе, и Мари Дианы д’Эпеншаль.
Сеньор де Сен-Марсель-д’Юрфе, Сезе, Нольё, Ларжантьер, Ла-Форе, за которые 1 июля 1712 принес оммаж бальи Форе.
В 1724 пожалован в рыцари королевского объединенного военного и госпитальерского ордена святого Лазаря и Нотр-Дам де Мон-Кармель, в котором позднее стал командором.
31.12.1733 назначен королевским наместником в провинциях Лионне, Форе и Божоле, 6 января 1734 принес королю присягу в Версале.

## Семья
Жена (контракт 15.02.1711): Жюли-Клод-Илер д’Альбон (28.07.1695—1748), принцесса Ивето, маркиза де Сен-Форжё, баронесса д’Авож, виконтесса де Варенн и обладательница многочисленных сеньорий, дочь Камиля д’Альбона, принца Ивето, и Жюли-Франсуазы де Креван
Дети:
- Мария-Камилла-Диана д’Альбон (4.12.1716—2.07.1773). Муж (18.11.1739): Гаспар III де Виши, граф де Шампрон (1699—1781)
- дочь (6.01.1719 — после 1724)
- дочь (28.01—30.12.1721)
- Камиль II д’Альбон (10.11.1722—19.02.1789), принц Ивето. Жена (24.08.1751): Мари Жаклин Оливье (1729—1807), дочь Жака Давида Оливье и Франсуазы де Комбле